# Gundernhausen
Gundernhausen är en Ortsteil i Roßdorf i distriktet Darmstadt-Dieburg i förbundslandet Hessen i Tyskland. Den ligger direkt öster om Darmstadt.

## Historia
Orten nämns 1250 för första gången i en urkund.
Under 1600-talet drabbades staden av pesten och trettioåriga kriget.
Istället sammanslogs Gundernhausen och Roßdorf den 1 januari 1977 till en dubbelkommun.

## Historiska namn
- 1250: Gunthershusen
- 1318: Gunderadeshusen
- 1423: Gunderdehusen
- 1453: Gundelhusen
- 1492: Gondernhusen
- 1671: Gondernhaußen
- i dag: Gundernhausen (och Roßdorf-Gundernhausen)

## Demografi
Dokumentmall:
| Diagram, år 1829 till 2012 |